# Koninginnedag

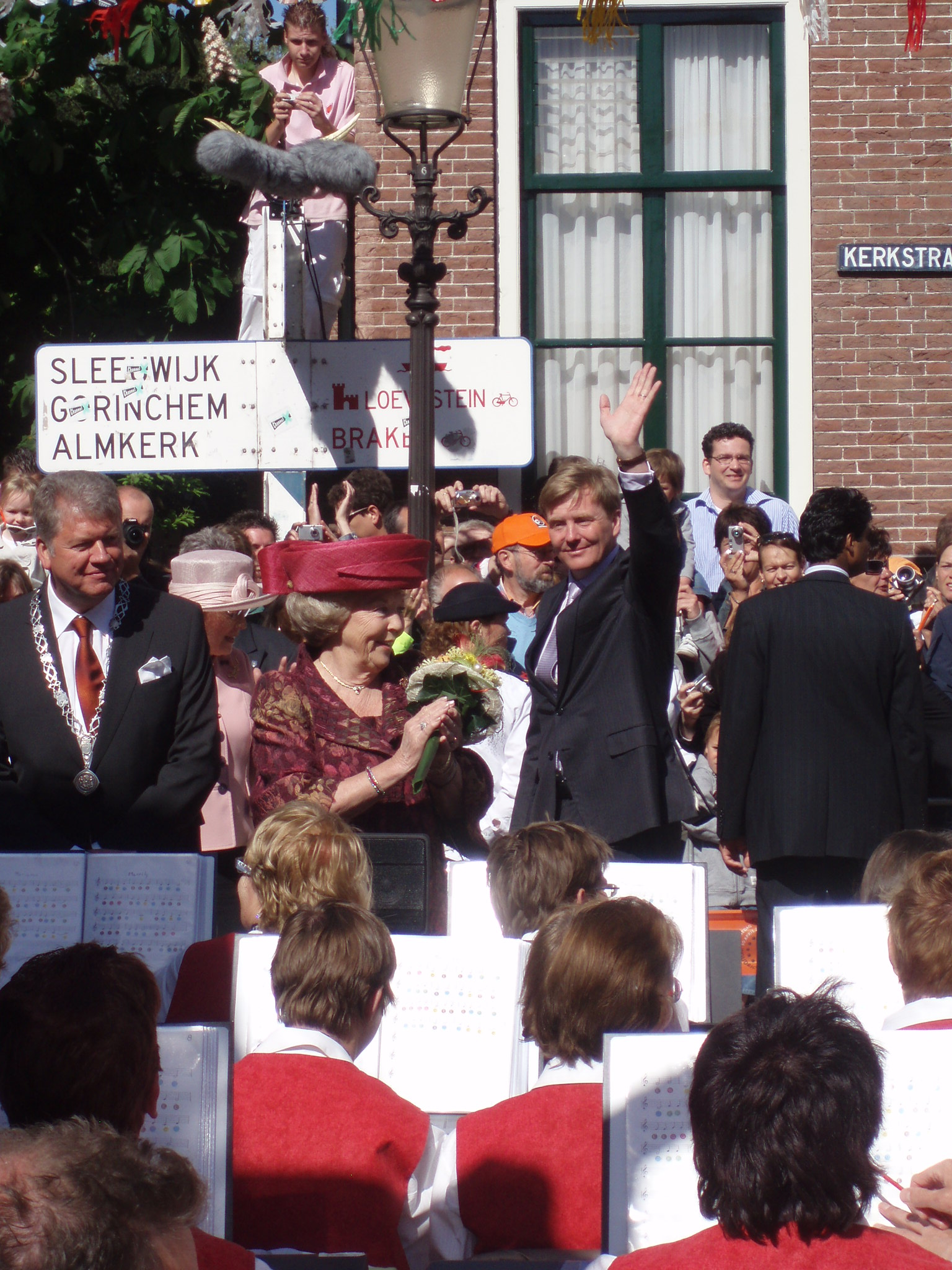
Královna Beatrix s rodinou při oslavách ve městě Woudrichem (2007)

Koninginnedag (česky Královnin den) je státní svátek v Nizozemsku a na ostrovech Aruba, Curaçao a Sint Maarten, který se slaví každoročně 30. dubna. Tento den Nizozemci oslavují narozeniny své královny. Pokud 30. dubna připadne na neděli, svátek se slaví již den předem.
U této příležitosti si na sebe mnoho účastníků bere oblečení a doplňky v oranžové barvě, která je symbolem vládnoucího královského rodu Oranžsko-Nassavských a po celé zemi slaví formou pouličních svátků, jako průvody, lidové veselice, koncerty nebo karnevaly. Charakteristické jsou během svátku bleší trhy, při kterých je možné bez omezení prodávat nepotřebné věci a příjmy z prodeje nepodléhají zdanění. V některých městech se v předvečer svátku koná také tzv. Koninginnenacht (Královnina noc).

## Historie

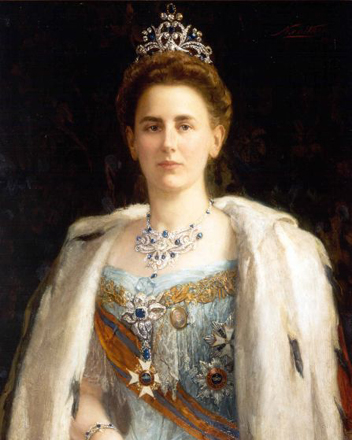
Královna Vilemína (1898)

Svátek se poprvé slavil v roce 1889 jako Princeznin den u příležitosti narozenin princezny Vilemíny dne 31. srpna. Tento den zavedla tehdejší vláda, aby upevnila národní jednotu a zároveň nahradila dožínky slavené na různých místech. Po smrti krále Viléma III. roku 1890 a nástupu jeho dcery Vilemíny na trůn, byl tento den oficiálně přejmenován jako svátek Koninginnedag slavený 31. srpna. Teprve po korunovaci princezny Juliány královnou (4. září 1948) byl následujícího roku 1949 také Koninginnedag přeložen na její narozeniny 30. dubna. Tehdy se ještě nejednalo o státní svátek jako dnes, jím se stal až během následného panování, když jej slavilo stále více lidí a tak se stal volným dnem.
Nová královna Beatrix ve svém korunovačním projevu dne 30. dubna 1980 vyhlásila, že 30. duben se i nadále bude slavit jako národní svátek na počest její matky, královny Juliány, protože její vlastní narozeniny připadají na 31. ledna, kdy panuje převážně špatné počasí.
Za doby královny Juliány se vytvořil zvyk, že občané jí mohli na zámku Soestdijk vzdát hold účastí ve velkém průvodu. Od roku 1981 se tyto průvody již nekonají, nýbrž královna se svou rodinou navštíví během svátku vždy dvě obce v jedné provincii. Tato návštěva se živě přenáší v rozhlase a televizi.

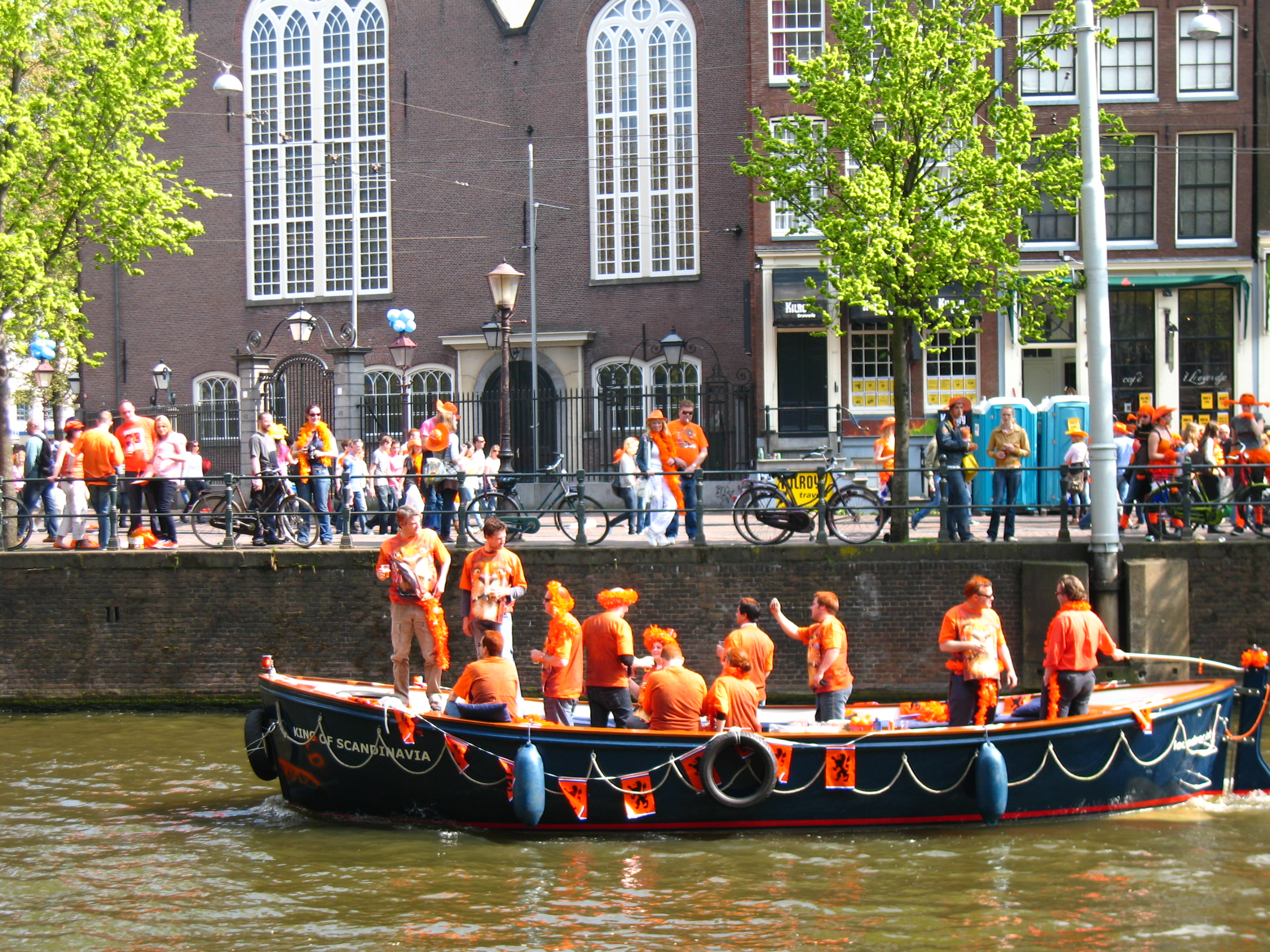
Koninginnedag 2009 v Amsterdamu

V roce 1987 se konal na Koninginnedag poslední průvod u zámku Soestdijk u příležitosti zlaté svatby královny matky Juliány a prince Bernharda.
Roku 1988 vyvolala královna Beatrix pozdvižení, když se po oficiálních oslavách objevila i s rodinou nečekaně v Amsterdamu a slavila zde spolu s občany, kteří si zpočátku mysleli, že se jedná o dvojnici.
V roce 2001 jedinkrát za dobu svého panování vynechala veřejnou návštěvu během svátku. Její plánovaná návštěva ve městech Meppel a Hoogeveen v provincii Drenthe musela být odvolána kvůli vypuknutí epidemie slintavky a kulhavky v oblasti.
Od poloviny 90. let 20. století doprovázejí tento svátek v nizozemských velkoměstech časté alkoholické excesy. Z toho důvodu královna prosazuje zodpovědnou konzumaci alkoholu. Od roku 2009 platí opatření o prodeji a čepování alkoholu až od 11,30, aby se předešlo rušení svátečního obrazu opilci.

## Útok v roce 2009 v Apeldoornu

Průběh incidentu: červená linie ukazuje jízdu útočníka, oranžová cestu královské rodiny

Během oslav ve městě Apeldoorn, které královna navštívila, najel v 11,51 dopoledne 38letý Nizozemec Karst Tates automobilem Suzuki Swift ve velké rychlosti do slavícího davu. Osm osob včetně řidiče bylo následkem toho usmrceno a dalších devět zraněno. Řidič projel nejprve zátarasy, zachytil několik osob a nakonec naboural do pomníku. V tom okamžiku otevřený autobus (kabriobus) s královskou rodinou projížděl pouhých 15 metrů po druhé straně silnice.
Po analýze televizních záběrů  došla policie k závěru, že se jednalo o plánovaný atentát. Během prvního výslechu atentátník potvrdil, že královská rodina byla cílem jeho útoku. Těžce zraněný pachatel zemřel následující noci v nemocnici.
Na odpoledne byl v paláci Het Loo v Apeldoornu naplánován průvod u příležitosti 100. výročí narození královny Juliány, který se však z důvodu atentátu nekonal. Stejně tak byly zrušeny i jiné oslavy v dalších nizozemských městech. Vlajky byly staženy na půl žerdi. Hlavní koaliční Strana práce rovněž odvolala všechny plánované oslavy, které se měly uskutečnit druhého dne k 1. máji.